# Никола Милоєвич
Никола Милоєвич (серб. Nikola Milojević, нар. 16 квітня 1981, Младеноваць) — сербський футболіст, що грав на позиції воротаря.
Виступав, зокрема, за клуб «Віторія» (Сетубал), а також молодіжну збірну Сербії і Чорногорії.

## Клубна кар'єра
У дорослому футболі дебютував 1997 року виступами за команду «Младеноваць», у якій провів два сезони, взявши участь у 2 матчах чемпіонату. 
Згодом з 1999 по 2006 рік грав у складі команд «Земун», «Бане» та «Хайдук» (Кула).
Своєю грою за останню команду привернув увагу представників тренерського штабу клубу «Віторія» (Сетубал), до складу якого приєднався 2006 року. Відіграв за клуб з Сетубала наступні три сезони своєї ігрової кар'єри.
Протягом 2010—2013 років захищав кольори клубу «Борац» (Чачак).
Завершив ігрову кар'єру у команді «Смедерево», за яку виступав протягом 2013 року.

## Виступи за збірну
У 2004 році залучався до складу молодіжної збірної Сербії і Чорногорії.